# Federazione francese di bridge

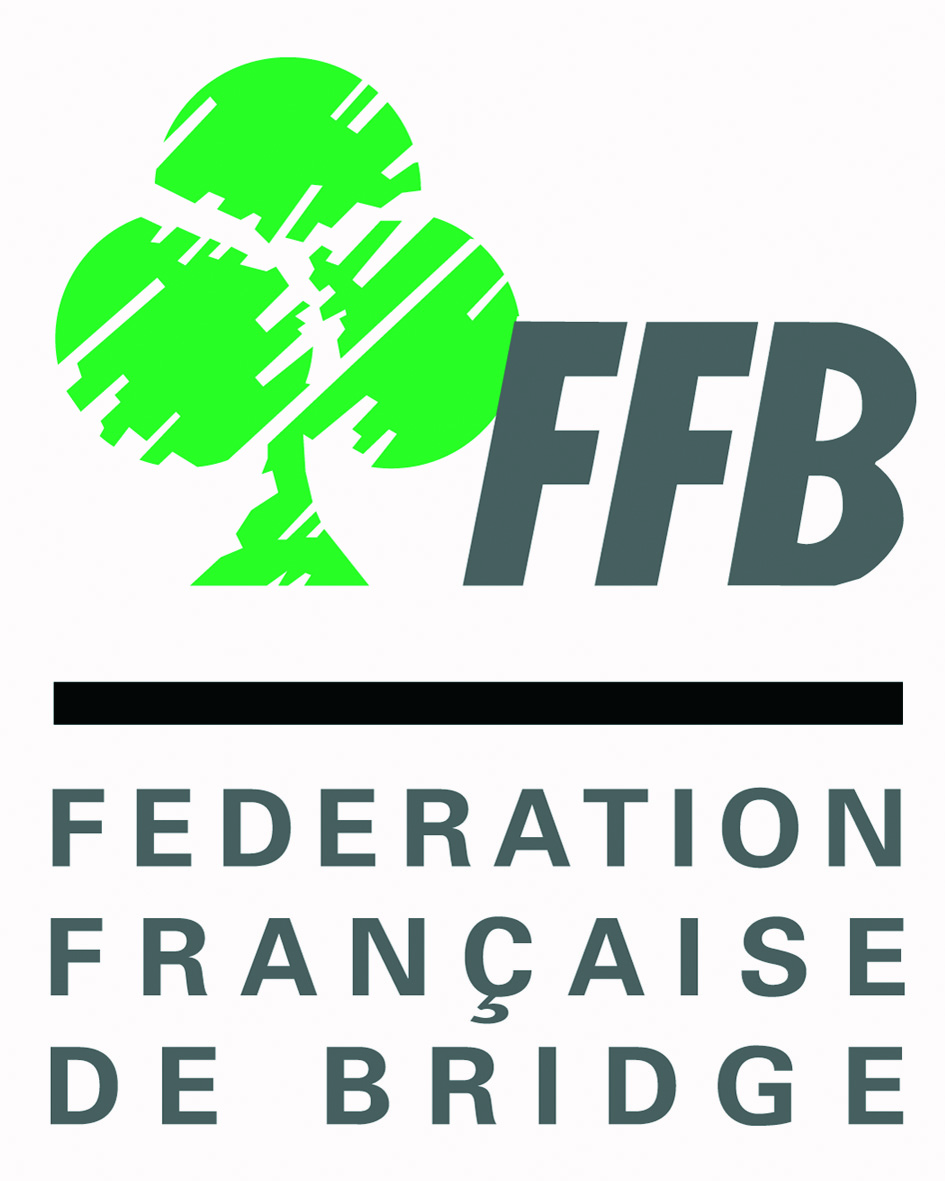
Logo della federazione francese di bridge

La Federazione francese di bridge (Fédération française de bridge - FFB) è l'organismo sportivo nazionale del bridge in Francia. La sede si trova a Saint-Cloud. La Federazione francese di bridge è stata fondata nel 1933. Il presidente si chiama Patrick Grenthe. Il tesoriere si chiama Guy Auer. Ci sono tre vicepresidenti. È affiliata alla World Bridge Federation.